# Společná rybolovná politika

Společná rybolovná politika

Společná rybolovná politika v rámci Evropské unie je zaměřena na zajištění rybolovné produkce, rozvoj rybolovu a ochranu životního prostředí. Obecně je jako politika EU definována v článcích 38-44 Smlouvy o fungování Evropské unie společně se společnou zemědělskou politikou a posléze v příslušných aktech sekundárního unijního práva a dalších pramenech.

## Vznik společné rybolovné politiky
Společná rybolovná politika byla na rozdíl od SZP vytvářena až od 80. let (tato oblast byla zprvu ošetřena vnějším obchodním tarifem). Impulzy k vytvoření politiky představovalo několik momentů:
- tlak rybářů (zájem o podporu)
- spory mezi členskými státy o rybolovná teritoria
- snaha o stabilizaci těžby ryb a zabránění jejich přelovení

## Vymezení společné rybolovné politiky
Samotné principy společné rybolovné politiky byly schváleny již v roce 1970. Zahrnovaly:
- rovné právo na vstup do teritoriálních vod členských zemí (kromě 3 mil od pobřeží)
- vznik strukturální pomoci rybářskému průmyslu
- vytvoření organizace výrobců pro správu rybího trhu
- stanovení referenční ceny pro dovoz rybích produktů (aby neznemožňovala konkurenceschopnost produkce)
- výhradní právo místních rybářů do 6 mil od pobřeží (po vstupu VB v některých oblastech - Grónsko, VB, Irsko, částečně Dánsko; v roce 1977 bylo toto zrušeno)

## Principy a nástroje společné rybolovné politiky

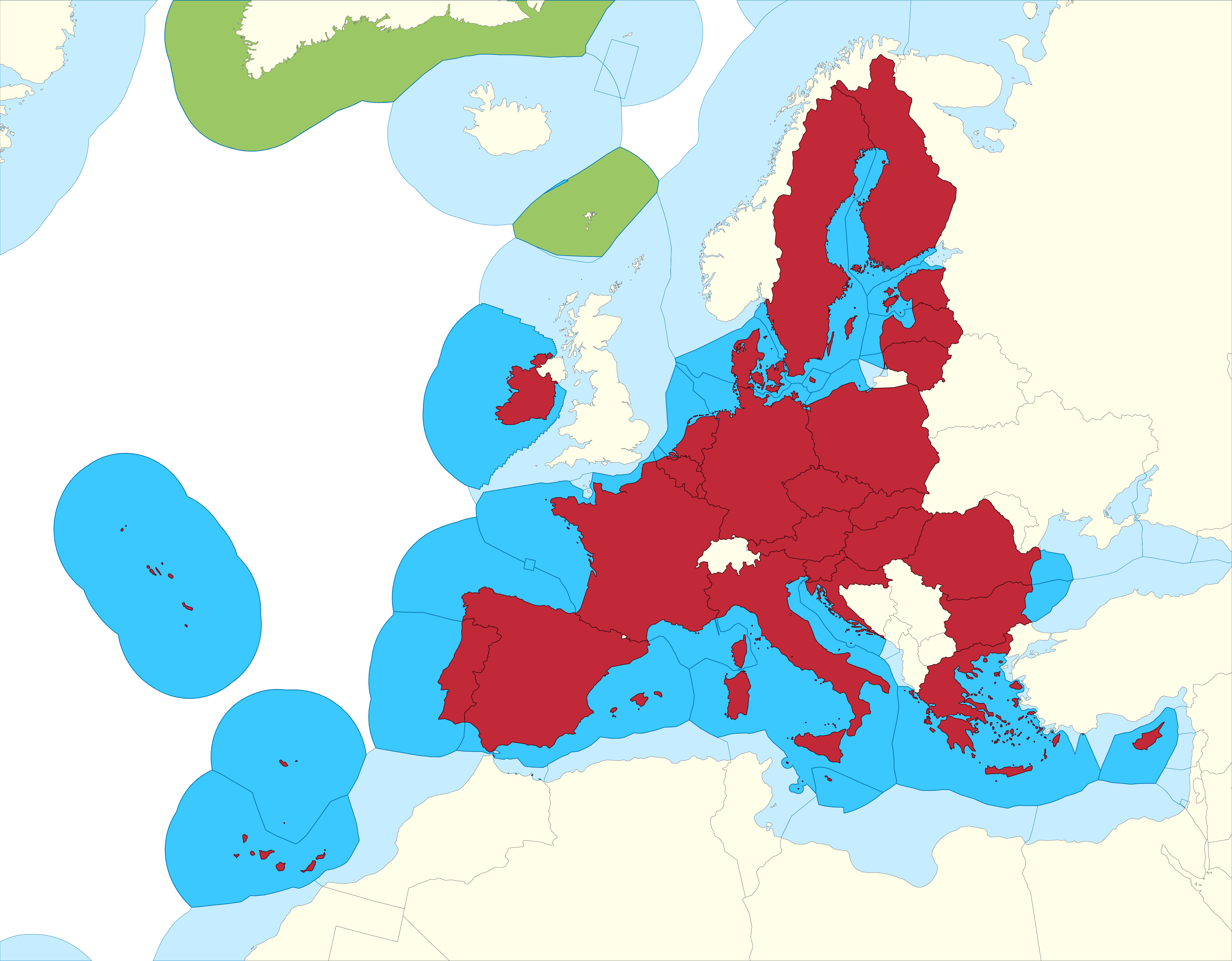
Evropská rybolovná zóna

Nástroje společné rybolovné politiky byly vymezeny se vstupem jihoevropských států do Společenství (které přineslo dílčí konflikty a především nárůst významu otázky rybolovu). V roce 1983 se státy dohodly na pravidlech:
- rybolovná zóna zahrnuje 200 mil od pobřeží, země mají možnost vyhradit si 12 mil pro sebe
- budou stanovován povolený výlov jednotlivých druhů ryb
- budou aplikována dohodnutá průvodní opatření (např. povolené způsoby lovu, rybářské vybavení apod.)

Došlo k reorganizaci trhu s rybami a byly definovány podmínky pro určitou kvalitu produkce. Od roku 1983 musí mít rybářské lodě licenci k lovu a jejich pohyb je satelitně monitorován. Úkol sledovat situaci a navrhovat limity náleží Komisi, plnění pravidel dozoruje rybolovná inspekce.
Od roku 1993 je rybolovná politika financována z Finančního nástroje pro řízení rybolovu (FIFG).

## Současný stav společné rybolovné politiky
V roce 2001 byla vydána zelená kniha, která odstartovala reformu společné rybolovné politiky. Mezi cíle této reformy patří:
- předcházení krizím spojeným s úbytkem příliš lovených ryb
- ochrana mořského ekosystému
- ekonomické zajištění rybářských flotil
- ochrana spotřebitele (zajištění kvality produktů)

Komise následně vydala některé související dokumenty, např. Strategii pro udržitelný rozvoj evropské akvakultury a Akční plán pro potírání nelegálního rybolovu.
V roce 2007 vznikl Evropský rybářský fond (EFF), který nahradil FIFG a Agentura Společenství pro kontrolu rybolovu (CFCA). Byla vydána modrá kniha Integrovaná námořní politika pro EU (snaha o formulaci komplexní námořní politiky).
V roce 2008 vznikl projekt Unie pro Středomoří, který se týká i námořní politiky.
Od roku 2014 platí nová společná rybolovná politika.

## Kritika
Společná rybolovná politika je podstatným důvodem proč rybolovné státy jako je Norsko,  Island, Grónsko a Faerské ostrovy jsou mimo EU.